# Lomas de la Bella Durmiente de Independencia
Las lomas de la bella durmiente, son una Zona de Ecoturismo Autogestionario que consiste en una cadena de cerros que forman una imagen de la Bella Durmiente. Es actualmente administrada por los vecinos de la zona del Ermitaño, distrito de Independencia, provincia de Lima, departamento de Lima, Perú. Es uno de los ecosistemas más importantes del distrito, como de Lima Norte.

## Fauna y flora
Las lomas de la bella durmiente tienen un ecosistema muy variado que contiene varios animales o plantas

### Fauna
La fauna de estas lomas consisten en:
- Serpientes
- Zorros
- Arañas
- Cardenal Común
- Palomas
- Gallinazos de cabeza negra

### Flora

Una flor de papa en las alturas del cerro

La flora consiste en:
- Flor de papa
- Amancay
- Geranios
- Robles
- Jazmines
- Datos: Q110271017